# 磁場
磁場（じば、英語: Magnetic field）とは、電気的現象・磁性的現象を記述するための物理的概念である。具体的な定義については、#定義を参照。工学分野では、磁界（じかい）と呼ぶこともある。
空間上のある地点 {\displaystyle A} に荷電粒子、電流、磁性体、電磁石、超伝導体、スピンを持つ粒子のいずれかの物体を置いて、物体がその空間から磁気力を受けたとき、地点 {\displaystyle A} には「磁場が生じている」という。なお物体が、自分自身が作り出す磁場から磁気力を受けることは無い。
単に「磁場」と言った場合は磁束密度 {\displaystyle {\boldsymbol {B}}} もしくは、磁場 {\displaystyle {\boldsymbol {H}}} のどちらかを指すものとして用いられるが、どちらを指しているのかは文脈により、また、どちらの解釈としても問題ない場合も多い。ただし、前述の「磁場が生じている」を「磁束密度が生じている」と表現することは少ない。
{\displaystyle {\boldsymbol {B}}} と {\displaystyle {\boldsymbol {H}}} は、以下のように一定の関係にあるが、 {\displaystyle {\boldsymbol {B}}} と {\displaystyle {\boldsymbol {H}}} の単位は国際単位系でそれぞれ T と T⋅A2/N であり、次元も異なる独立した二つの物理量である。
{\displaystyle {\boldsymbol {H}}={\operatorname {\boldsymbol {B}}  \over \operatorname {\mu _{0}} \!}-{\boldsymbol {M}}}
（ {\displaystyle \mu _{0}} は真空の透磁率、 
{\displaystyle {\boldsymbol {M}}} は磁化）
{\displaystyle {\boldsymbol {H}}} の単位はN/Wbで表すこともある。なお、CGS単位系における、磁場 {\displaystyle {\boldsymbol {H}}} の単位は、Oeである。
この項では一般的な磁場の性質を扱うこととする。

## 概要
磁場は、空間の各点で向きと大きさを持つ物理量（ベクトル場）であり、電流によって形成される。磁場の大きさは、+1の磁荷（実在しない、単独の N 極）が受ける力の大きさで表される。磁場を図示する場合、N 極から S 極へ向かう磁力線で表す。
小学校などの理科の授業では、砂鉄が磁石の周りを囲むように引きつけられる現象をもって、磁場の存在を教える。このことから、磁場の影響を受けるのは鉄だけであると思われがちだが、前述の通り、荷電粒子や電流などの物体も磁場の影響を受けることが分かっている。最近では、磁場や電場（電磁場、電磁波）が生物に与える影響について関心が寄せられている。
磁荷が見つかっていない現状では磁場の源は電流または磁気モーメントである。特に電流によって生じる磁気の作用は電荷による相対論的効果と考えられている。
磁場を生み出す源をすべて列挙すると、以下のようになる。
- 電流（直流、交流）
- 電子の性質（スピン、軌道運動）
- 時間変化する電場
- 荷電粒子の運動
- 物質の集団的性質（強磁性、反磁性、常磁性）
- 天体や宇宙の運動（ダイナモ効果、銀河磁場）
- 量子力学的現象（マイスナー効果、トポロジカル効果）
- 原子核の運動やスピン
- 人工装置（電磁石、MRI）

## 定義
現状では電荷無しで磁荷のみを有する物質は見つかっておらず、磁場の源は電流もしくは電気スピンである。
また電流の周りの磁気の効果は電荷の相対論的効果と考えられ、ローレンツ収縮による電荷密度が変化したときの電気作用によって説明がつく場合がある。
磁場 {\displaystyle {\boldsymbol {H}}} の定義にはいくつかの流儀がある。（E-B対応とE-H対応を参照）

### 磁荷に則る定義
最も簡単な定義は無限に長い棒磁石に作用する力から導かれる。（E-H対応）
{\displaystyle q_{m}} の磁荷に大きさ {\displaystyle {\boldsymbol {F}}} の力を及ぼす磁場 {\displaystyle {\boldsymbol {H}}} は次式で表される。
{\displaystyle {\boldsymbol {F}}=q_{m}{\boldsymbol {H}}}
棒磁石はS極の影響を無視できるほど長く、さらに棒磁石内のミクロな磁気双極子が無視できるほどの太さを持つとする。
この定義は具体的な測定法に基づいているため利用しやすいが、S極を無視できる条件が自明でないため理論的には扱いにくい。

### 電流から与える定義
現在は、磁場の源は電流のみとし磁荷を考えないことが通常である。したがってアンペールの法則やビオ・サバールの法則に基づく定義が広く用いられる。
この場合は、微小な長さの電流要素 {\displaystyle I\mathrm {d} {\boldsymbol {l}}} によって {\displaystyle {\boldsymbol {r}}} 離れた位置に作られる微小な磁場 {\displaystyle \mathrm {d} {\boldsymbol {H}}} を、
{\displaystyle \mathrm {d} {\boldsymbol {H}}={\frac {I\mathrm {d} {\boldsymbol {l}}\times {\boldsymbol {r}}}{4\pi r^{3}}}}
と定義する。

## 磁場の満たす関係式

### 電流と磁場の関係
磁場 {\displaystyle {\boldsymbol {H}}} はマクスウェルの方程式中で、
{\displaystyle \operatorname {rot} {\boldsymbol {H}}={\boldsymbol {j}}+{\frac {\partial {\boldsymbol {D}}}{\partial t}}}
と表される。ここで {\displaystyle {\boldsymbol {D}}} は電束密度、 {\displaystyle {\boldsymbol {j}}} は電流密度、 {\displaystyle \operatorname {rot} } は回転の演算子である。
右辺第2項の電流の時間変動は、変位電流あるいは電束電流と呼ばれ、マクスウェルによって電荷保存則(連続の方程式)を満たすように付け加えられた。この項から電磁波の放射などが導かれる。
導体中で電磁場の時間変動が激しくない場合にはこの項を無視して、
{\displaystyle \operatorname {rot} {\boldsymbol {H}}={\boldsymbol {j}}}
とする場合がある。積分形で書くと、
{\displaystyle \oint _{C}{\boldsymbol {H}}\cdot \mathrm {d} {\boldsymbol {l}}=\int _{S}{\boldsymbol {j}}+{\frac {\partial {\boldsymbol {D}}}{\partial t}}\cdot \mathrm {d} {\boldsymbol {S}}}
これはアンペールの法則と呼ばれる。
閉じた曲線の上に分布する磁場が、その曲線の内側を通過する電流の総量と対応することを意味する。

## 運動する電子/点電荷の周りの磁場
電子はじめとする点状の電荷が運動するときに周りに磁場が生じる。
速度 {\displaystyle {\boldsymbol {v}}} で移動する電荷によって {\displaystyle {\boldsymbol {r}}} の位置に生じる磁場 {\displaystyle {\boldsymbol {B}}} は、その電荷によって生じる電界を {\displaystyle {\boldsymbol {E}}} とすると、近似的に
{\displaystyle {\boldsymbol {B}}({\boldsymbol {r}})={\frac {1}{c^{2}}}{\boldsymbol {v}}\times {\boldsymbol {E}}({\boldsymbol {r}})}
で表される。この式はv/cがゼロに近いときに有効である。
厳密にはリエナール・ヴィーヘルト・ポテンシャルから導かれる。ただし量子論の対象となる領域を除く。
同ポテンシャルは電場の伝播が光速度とする特殊相対論に則るもので、電荷の移動による静電場からのずれや、電荷が加速する際の電磁波の放出を包含する。